# 10481 Esipov
10481 Esipov (1982 QK3) là một tiểu hành tinh vành đai chính được phát hiện ngày 23 tháng 8 năm 1982 bởi N. S. Chernykh ở Đài vật lý thiên văn Crimean.